# 内村周子
内村周子（うちむら しゅうこ、1962年4月27日 - ）は、日本の体操競技選手、指導者。体操競技選手の内村航平は長男で、孫も2人いる。

## 来歴
長崎県出身。9歳からバレエ、14歳から体操を習い、純心女子高等学校で体操部に所属した。長崎県立女子短期大学体育科時代には、九州学生体操競技選手権大会で優勝する。卒業後、体操指導者の内村和久と結婚。諫早市の自宅に体操教室を開き、航平も3歳のときからこの教室で指導した。長女の内村春日も日本体育大学在学中の2011年に全日本学生体操競技選手会で個人総合優勝を達成し、「体操一家」とも呼ばれる。2014年の第69回国民体育大会では長崎県の体操成年女子チームの監督を務めた（和久は成年男子の監督）。
2014年9月の第47回体操全日本シニア選手権に出場、21位（50歳以上の部ではトップ）の成績であった。
2022年1月に航平が現役引退を表明した際には取材に対して「いつか最後が来ると思っていたが、とうとうこういう日が来たなという思いだ」と涙混じりに述べた。

## メディア出演

### テレビ番組
- しくじり先生 俺みたいになるな!!（テレビ朝日、2015年11月2日） - 子離れ出来ずに息子に嫌われちゃった先生として

### CM
- ニッピ『ニッピコラーゲン100』[8] 「走ろう100まで しなやか篇」「走ろう100まで 夫婦篇」（2016年 - ）

## 著書
- 『自分を生んでくれた人 内村航平の母として』祥伝社、2012年